# Краљевски стадион Бафокенг
Краљевски стадион Бафокенг (Royal Bafokeng Stadium) је стадион са више намена у Рустенбургу, Јужноафричка Република. Највише се користи за рагби утакмице, али је на Светском првенству 2010. коришћен за неке утакмице. Капацитет стадиона је повећан са 38.000 на 44.530 седећих места да би био у могућности да буде домаћин четири утакмице првог кола и једне другог кола Светског првенства 2010.
За Светско првенство 2010, западна трибина је знатно проширена и унапређена и добила је нови кров а цена тога је била 45 милиона долара. Остала побољшања укључују уграђивање новог електронског семафора, нова седишта, и унапређење рефлектора и разгласа.
Надоградња стадиона је завршена у марту 2009. године да би могао да буде домаћин четири утакмице Купа конфедерација 2009.

## Утакмице СП 2010.
На Светском првенству 2010. стадион је био домаћин пет утакмица групне фазе и једне утакмице елиминационе фазе такмичења и био је други најмањи стадион на турниру.
| Датум         | Време (UTC+2) | 1. Тим           | Рез. | 2. Тим           | Коло          | Гледалаца |
| ------------- | ------------- | ---------------- | ---- | ---------------- | ------------- | --------- |
| 12. јун 2010. | 20:30         | Енглеска         | 1–1  | Сједињене Државе | Група Ц       | 38.646    |
| 15. јун 2010. | 13:30         | Нови Зеланд      | 1–1  | Словачка         | Група Ф       | 23.871    |
| 19. јун 2010. | 16:00         | Гана             | 1–1  | Аустралија       | Група Д       | 34.812    |
| 22. јун 2010. | 16:00         | Мексико          | 0–1  | Уругвај          | Група А       | 33.425    |
| 24. јун 2010. | 20:30         | Данска           | 1–3  | Јапан            | Група Е       | 27.967    |
| 26. јун 2010. | 20:30         | Сједињене Државе | 1–2  | Гана             | Осмина финала | 34.976    |